# Àlies
L'àlies és un nom fictici que utilitzen els activistes polítics en règims autoritaris, els delinqüents, els agents secrets i altra gent que en té necessitat per algun motiu. En el cas dels polítics, s'anomena també nom de guerra.
Normalment se l'inventa el mateix interessat. Alguns polítics el van conservar, com a sobrenom, després d'aconseguir el poder (Lenin, Stalin, Tito…). També és un àlies el prenom no oficial que a algunes persones sos pares els van començar a dir de petits (i amb el qual tothom els coneix) perquè no els agradava el prenom que els van atorgar legalment. Hi podia haver diferents motius pels quals no es posava a l'infant el nom desitjat pels pares: no ser un prenom del santoral, imposar-lo el padrí en contra del parer dels pares, etc.
Àlies, en l'entorn Mac OS, és el nom que rep un tipus especial de fitxer informàtic que fa referència a un altre fitxer que es troba en una ubicació diferent (a l'entorn Windows seria una drecera); a Unix és una manera abreujada definida per l'usuari de cridar un comandament.
L'àlies també pot ser un pseudònim utilitzat per un internauta o un grup d'internautes en tertúlies, adreces electròniques, grups de discussió, etc.